# Кантышево
Кантышево (ингуш. ТӀой-Юрт) — село в Назрановском районе Республики Ингушетия.
Образует муниципальное образование «сельское поселение Кантышево», как единственный населённый пункт в его составе.

## География
Село расположено на правом берегу реки Камбилеевка, в 5 км к западу от районного центра — Назрань и в 14 км к северо-западу от города Магас.
Ближайшие населённые пункты: на западе — село Долаково, на севере — село Верхние Ачалуки, на востоке — город Назрань и на юго-востоке — сёла Майское и Новое. На юго-западе, на противоположном берегу реки Камбилеевка расположен город Беслан.

## История

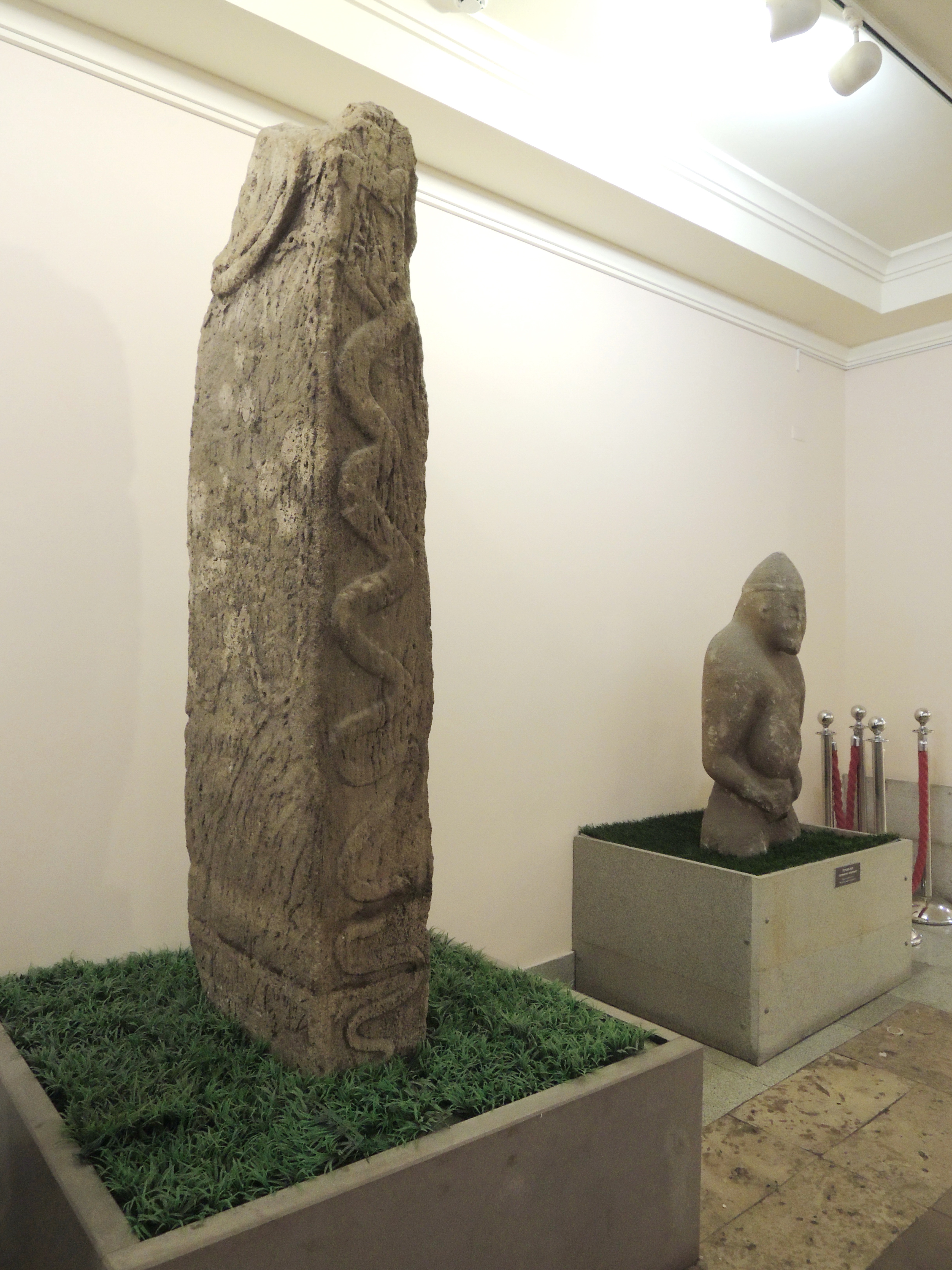
Каменный столб с рельефными изображениями и надписями. XVI в. Место находки: Российская империя, Терская обл., Кантышево. (Исторический музей, Москва)

В 1858 году властью проводилась политика ликвидации мелких хуторов и образования больших сел. В это время были объединены все близлежащие хутора и образовано Кантышево. Главой села был назначен офицер Долгиев Той Кантышевич (ингуш. Далганаькъан Гӏанташа Тӏой) из тейпа ТIумхой . Его именем и назвали село.
На правом берегу реки Камбилеевка было найдено Кантышевское изваяние, представляющее собой четырёхугольный каменный двухметровый столб, на котором изображены три всадника. Учёные датировали этот памятник 1581 годом. В конце XIX века изваяние пропало и лишь в начале XXI века оно было обнаружено в Москве в фондах Государственного Исторического музея благодаря научно-консультативной переписке между ингушским археологом Умалатом Гадиевым и сотрудниками музея.
С 1944 по 1958 год, в период депортации чеченцев и ингушей и упразднения Чечено-Ингушской АССР, село носило название — Нартово.
С 1962 года в Кантышевской средней школе работал учителем поселившийся в селе после реабилитации ингушский писатель и политический деятель Кодзоев Исса Аюпович.
В 1967 году в селе родился Кодзоев Башир Ильясович, впоследствии депутат Государственной думы Российской Федерации III и IV созывов.

## Население
| 1926    | 1979    | 2002    | 2006    | 2007    | 2008    | 2009    |
| ------- | ------- | ------- | ------- | ------- | ------- | ------- |
| 3796    | ↗5694   | ↗15 737 | ↗16 153 | ↗16 283 | ↗16 564 | ↗16 767 |
| 2010    | 2011    | 2012    | 2013    | 2014    | 2015    | 2016    |
| ↘15 706 | ↗15 762 | ↗16 171 | ↗16 575 | ↗16 857 | ↗17 211 | ↗17 347 |
| 2017    | 2018    | 2019    | 2020    | 2021    | 2023    | 2024    |
| ↗17 735 | ↘17 734 | ↗17 989 | ↗18 261 | ↘16 783 | ↗17 149 | ↗17 337 |
| 2025    |         |         |         |         |         |         |
| ↗17 573 |         |         |         |         |         |         |

Национальный состав
По данным Всероссийской переписи населения 2010 года:
| № | Национальность | Численность, чел. | Доля    |
| - | -------------- | ----------------- | ------- |
| 1 | ингуши         | 15 568            | 99,12 % |
| 2 | другие         | 138               | 0,88 %  |